# Cryptanthus correia-araujoi
Cryptanthus correia-arraujoi je trajnica iz roda Cryptanthus, porodica tamjanikovke. Ova je vrsta endemska u Brazilskoj državi Espírito Santo.
Pronađena je u atlantskim brazilskim šumama. Vrsta preferira svijetle zasjenjene, vlažne uvjete kako bi dobro rasla. Listovi, brončanozelene boje s kestenjastocrvenim središnjim rebrom i stabljikom, meke su teksture.